# Samuel de Waldeck
 (août 2025).
 (août 2025).
La mise en forme du texte ne suit pas les recommandations de Wikipédia : il faut le « wikifier ».
Les points d'amélioration suivants sont les cas les plus fréquents :
- Les titres sont pré-formatés par le logiciel. Ils ne sont ni en capitales, ni en gras.
- Le texte ne doit pas être écrit en capitales (les noms de famille non plus), ni en gras, ni en italique, ni en « petit »…
- Le gras n'est utilisé que pour surligner le titre de l'article dans l'introduction, une seule fois.
- L'italique est rarement utilisé : mots en langue étrangère, titres d'œuvres, noms de bateaux, etc.
- Les citations ne sont pas en italique mais en corps de texte normal. Elles sont entourées par des guillemets français : « et ».
- Les listes à puces sont à éviter, des paragraphes rédigés étant largement préférés. Les tableaux sont à réserver à la présentation de données structurées (résultats, etc.).
- Les appels de note de bas de page (petits chiffres en exposant, introduits par l'outil «  Source ») sont à placer entre la fin de phrase et le point final[comme ça].
- Les liens internes (vers d'autres articles de Wikipédia) sont à choisir avec parcimonie. Créez des liens vers des articles approfondissant le sujet. Les termes génériques sans rapport avec le sujet sont à éviter, ainsi que les répétitions de liens vers un même terme.
- Les liens externes sont à placer uniquement dans une section « Liens externes », à la fin de l'article. Ces liens sont à choisir avec parcimonie suivant les règles définies. Si un lien sert de source à l'article, son insertion dans le texte est à faire par les notes de bas de page.
- La présentation des références doit suivre les conventions bibliographiques. Il est recommandé d'utiliser les modèles {{Ouvrage}}, {{Chapitre}}, {{Article}}, {{Lien web}} et/ou {{Bibliographie}}. Le mode d'édition visuel peut mettre en forme automatiquement les références.
- Insérer une infobox (cadre d'informations à droite) n'est pas obligatoire pour parachever la mise en page.

Pour une aide détaillée, merci de consulter Aide:Wikification.
Si vous pensez que ces points ont été résolus, vous pouvez retirer ce bandeau et améliorer la mise en forme d'un autre article.
 (novembre 2023).
Si vous disposez d'ouvrages ou d'articles de référence ou si vous connaissez des sites web de qualité traitant du thème abordé ici, merci de compléter l'article en donnant les références utiles à sa vérifiabilité et en les liant à la section « Notes et références ».
 (août 2025).
Le contenu est difficilement compréhensible vu les erreurs de traduction, qui sont peut-être dues à l'utilisation d'un logiciel de traduction automatique.
Samuel de Waldeck (né le 2 mai 1528 au château de Waldeck et mort le 6 janvier 1570 au château de Friedrichstein à Altwildungen) est le deuxième fils du comte Philippe IV de Waldeck (1493-1574) et de sa première épouse, Marguerite de Frise orientale (1500–15 juillet 1537).

## Biographie
Samuel étudie à Marbourg de 1544 à 1545. En 1546/47, il participe à la guerre de Smalkalde du côté protestant. Il est gravement blessé et capturé lors de la bataille décisive près de Mühlberg le 15 avril 1547.
Après son mariage le 8 octobre 1554 à Waldeck avec Anne-Marie de Schwarzbourg-Blankenbourg (7 décembre 1538-11 août 1583), son père lui laisse le fief de Wildungen et il prend sa place au château de Friedrichstein à Alt-Wildungen. De là, il dirige son paréage jusqu'à sa mort. Comme il est mort avant son père, son jeune frère Daniel succède à son père en tant que comte de Waldeck-Wildungen.
Le 4 avril 1567, lui et son frère Daniel sont parmi les porteurs du cercueil lors des funérailles du landgrave Philippe Ier de Hesse .

## Liberté de la montagne et Blanche-Neige
En 1559, Samuel reçoit toutes les mines et puits de sel de son sous-comté de l'empereur Ferdinand Ier comme fief. Le 14 septembre 1561, il publie un édit sur la liberté de la montagne dans la vallée de l'Urff, où le minerai de cuivre est extrait depuis 1552 et où une mine de minerai de cuivre est établie à Berg Freiheit, exploitée jusqu'en 1590 et dont il est le principal actionnaire jusqu'en 1570. Aujourd'hui, le village est annoncé comme « Village de Blanche-Neige dans le Kellerwald ». L'historien local de Hesse Eckhard Sander retrace le conte de fées Grimm de Blanche-Neige au village de mineurs Berg Freiheit et à la princesse Marguerite, une sœur du comte Samuel qui est connue pour sa beauté extraordinaire. La référence aux sept nains dans ce contexte remonte au travail des enfants dans la mine.

## Famille
L'épouse de Samuel, Anne-Marie, fille du comte Henri XLIII de Schwarzbourg-Arnstadt-Sondershausen, est morte au château de Höhnscheid. Elle y était emprisonnée depuis le 26 novembre 1576 en raison de son mode de vie immoral, après avoir même épousé un magister Göbert Raben, appelé Kalbskopf, le fils d'un citoyen de Marburg de Korbach .
Les enfants suivants sont nés du mariage : 
- Philippe-Henri (1555-1556)
- Gonthier, comte de Waldeck-Wildungen (né le 29 juin 1557 et mort le 23 mai 1585)
- Henri (mort en 1559)
- Jean-Gonthier (décédé en bas âge)
- Samuel (mort en bas âge)
- Daniel (mort en bas âge)
- Marguerite (1564-1575, est tombée d'une falaise à Ober-Werbe)

## Mort et succession
Samuel meurt le 6 janvier 1570, avant son père, et est enterré le 10 janvier dans l'église paroissiale de Niederwildungen. Son tombeau Renaissance, réalisé par le tailleur de pierre Georg von der Tann, est situé dans le bas-côté nord au-dessus de l'entrée du bureau du sacristain.
Il est suivi par son frère Daniel (mort le 7 juin 1577) qui, après la mort de son père Philippe IV, hérite également du comté de Waldeck-Wildungen.